# گمینا تسکوو-کولونگا
گمینا تسکوو-کولونگا (به لهستانی:  Gmina Ceków-Kolonia) یک گمینا در لهستان است که در شهرستان کالیش واقع شده‌است. گمینا تسکوو-کولونگا ۸۸٫۱۹ کیلومتر مربع مساحت و ۴٬۵۲۹ نفر جمعیت دارد.